# 저스틴 노즈카
저스틴 노즈카(Justin Nozuka, 1988년 10월 29일 ~ )는 미국의 싱어송라이터이다.